# Ям (Румунія)
Ям (рум. Iam) — село у повіті Караш-Северін в Румунії. Входить до складу комуни Берліште.
Село розташоване на відстані 376 км на захід від Бухареста, 50 км на південний захід від Решиці, 84 км на південь від Тімішоари.

## Населення
За даними перепису населення 2002 року у селі проживали 444 особи.
Національний склад населення села:
| Національність | Кількість осіб | Відсоток |
| -------------- | -------------- | -------- |
| румуни         | 346            | 77,9%    |
| цигани         | 98             | 22,1%    |

Рідною мовою назвали:
| Мова      | Кількість осіб | Відсоток |
| --------- | -------------- | -------- |
| румунська | 425            | 95,7%    |
| циганська | 19             | 4,3%     |